# Площа Бастилії
Площа Бастилії (фр. la place de la Bastille) — площа в Парижі, названа за фортецею Бастилія, зруйнованою під час Великої французької революції. Розташована на межі 3, 4, 11 та 12-го округів. Є місцем перетину більш ніж десяти вулиць та бульварів.

## Історія

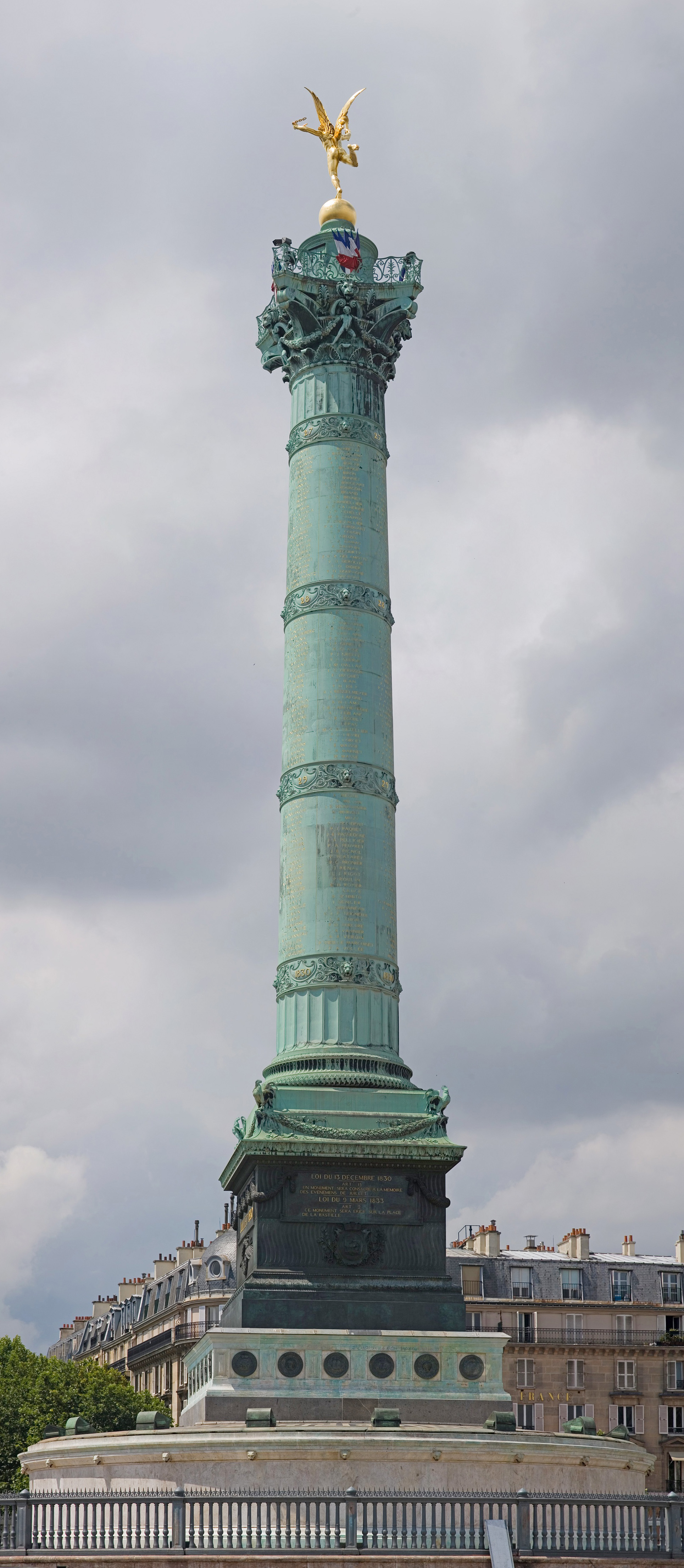
Липнева колона

### Фортеця Бастилія
На початку Великої французької революції 14 липня 1789 року фортецю було взято революційно налаштованим населенням. На розбирання фортеці пішло три роки. Від будинку № 5 до будинку № 49 на бульварі Генріха IV бруківкою була викладена лінія, яка позначає контури стін зруйнованої фортеці. Після зносу на порожньому місці поставили табличку з написом «Désormais ici dansent», («Відтепер тут танцюють»). Відтоді щороку тут стали влаштовуватися народні гуляння. Традиція зберігається до тепер.

### Бастильский слон
Наполеон, реалізовуючи свої проекти з перепланування Парижа, вирішив у 1808 році спорудити на площі гігантський фонтан у вигляді слона (l'éléphant de la Bastille), увічнивши свої перемоги в Єгипті. Слон мав бути зроблений з бронзових гармат, захоплених у іспанців, і мати 24 м у висоту. Сходи вгору планувалося влаштувати в одній зі слонячих ніг.
Архітектор Жан Антуан Алавуан взявся за роботу, але, в результаті, в 1813 р., на готовий постамент був поставлений тільки гіпсовий макет у натуральну величину. Він увійшов в історію завдяки Віктору Гюго, який надумав поселити в руїнах нереалізованого фонтану одного з героїв роману «Знедолені» — Гавроша. При знесенні пам'ятника в 1846 році виявилося, що постамент і пам'ятник облюбували тисячі щурів.

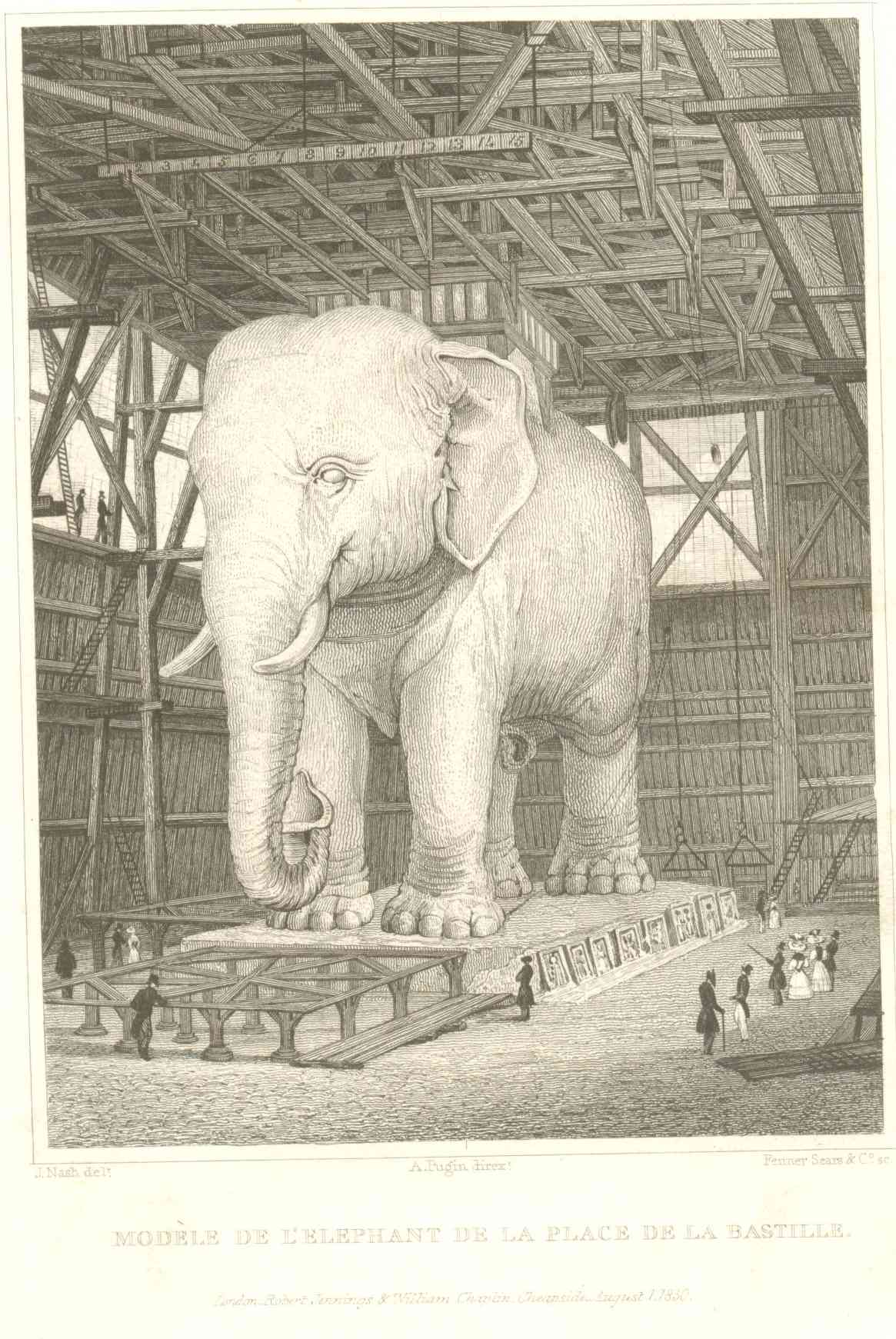
Афіша з зображенням гіпсового слона в натуральну величину.

### Липнева колона
1833 року Луї-Філіп I вирішив спорудити на площі липневу колону на згадку про Липневу революцію й «три дні слави» з 27 липня до 29 липня 1830 року. Відкриття колони відбулося в 1840 році.

## Визначні місця
- Липнева колона
- Опера Бастилія, побудована до 200-річчя Французької революції.
- Порт Арсенал
- Станція метро «Бастилія» (лінії 5, 1, 8)
- На мощеної площі можна побачити периметр колишньої фортеці: лінії викладені потрійним рядом бруківки.

## Події і маніфестації

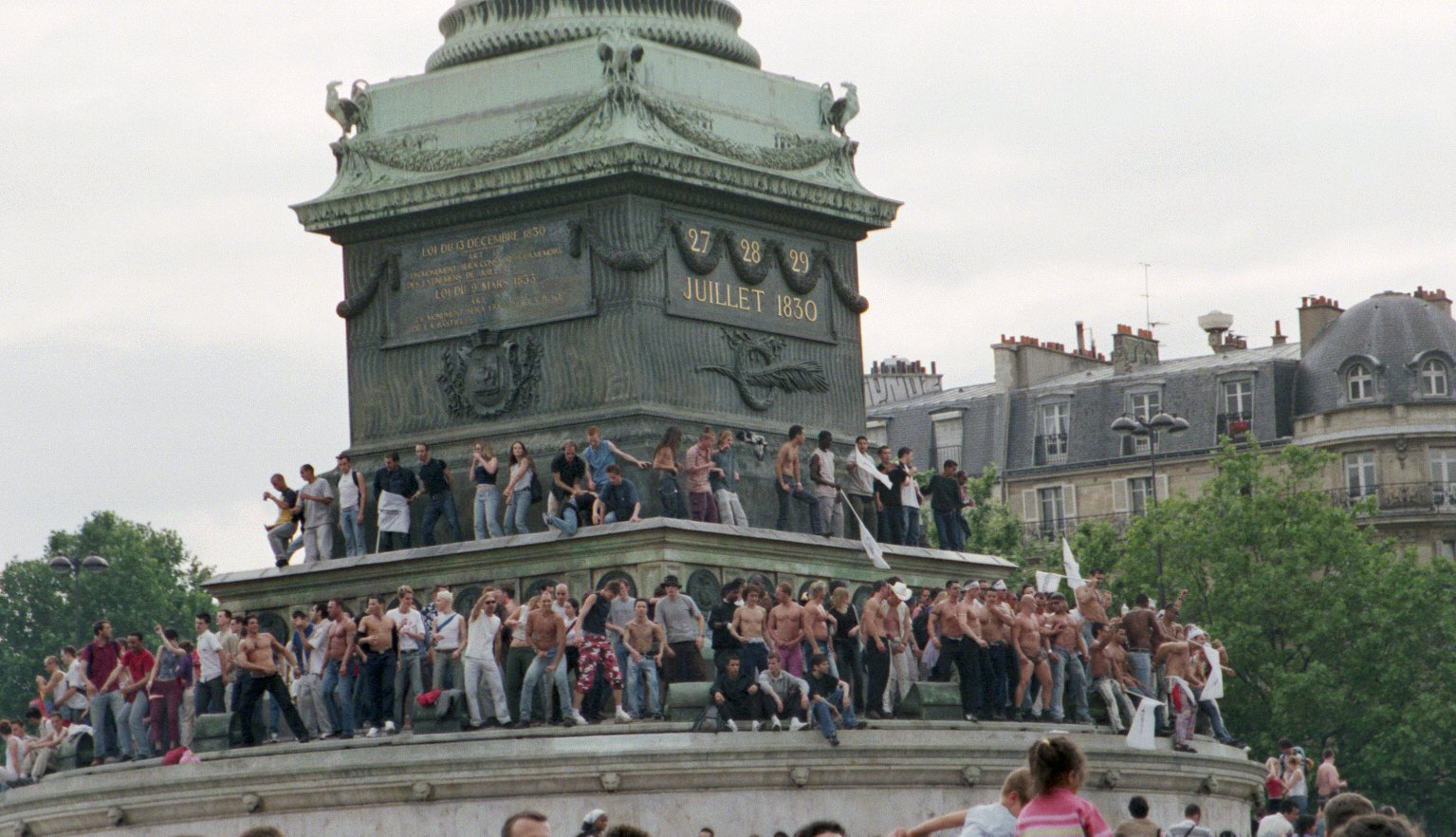
Гей-парад на площі Бастилії в 2003 році

Сьогодні на площі влаштовуються різні концерти, ярмарки, марші, це відправна точка багатьох демонстрацій — політичних, профспілкових, першотравневих та інших. Паризька молодь збирається тут у численних кафе, ресторанах і нічних клубах. 14 липня тут проводиться найбільший паризький бал.
Щонеділі з 1998 року тут стартують перегони на роликових ковзанах. У турі беруть участь до 28 000 осіб. Заїзди супроводжує поліція, у тому числі спеціальний підрозділ на роликах. Цей тур популярний серед ролерів усього світу. http://www.pari-roller.com/ [Архівовано 12 жовтня 2000 у Wayback Machine.]